# オールナイトニッポンi
『オールナイトニッポンi』（オールナイトニッポンアイ）は、ニッポン放送が配信するインターネットラジオ番組。

## 概要
『オールナイトニッポンモバイル』の実質的な後継サービスとして、2017年7月31日にサービス開始。同年10月をもって『オールナイトニッポン』の放送開始から50周年を迎えることを記念している。
2020年4月1日以降はニッポン放送 PODCAST STATIONでの配信ブランドの一つとして運用されていた。その後ポッドキャストコンテンツの再編で配信ブランドの概念は2024年末までに消滅しており、2025年4月現在は「コトブキツカサのオールナイトニッポンi」にその名を残すのみとなっている。

## 番組一覧
- コトブキツカサのオールナイトニッポンi（コトブキツカサ、2016年9月1日 - 2017年（モバイル）、2017年2月 -（i）、毎週木曜日）
- 中村繪里子・吉田尚記の本格雑談くちをひらく（中村繪里子・吉田尚記、2017年4月19日 -　、不定期に週5回程度[注 3]）
- 田所あずさと天津向のどうせワレワレなんて・・・、田所あずさと天津飯大郎のどうせワレワレなんて・・・（田所あずさ・天津飯大郎（天津）、2017年9月7日 - 2025年4月24日、毎週木曜日）
- 青山吉能と前田佳織里 金曜日のしじみ （青山吉能・前田佳織里、2021年3月19日 - 、毎週金曜日）
- オールナイトニッポンi〜elfin'のビューティーボイス放送局〜（elfin'、2017年11月1日 - 2022年12月31日、毎月1日・15日）
- YuNiのオールナイトニッポンi（YuNi、2019年4月[7] - 2021年12月28日、毎週金曜日）
  - 月1回生配信も行っていた。（- 2019年9月：VTuber専用ライブ配信コミュニティサービス「Colon: (コロン)」[注 4]、以降：youtubeで配信）
- プラチナボーイズのオールナイトニッポンi（プラチナボーイズ、2020年2月11日 - 2022年3月22日、隔週火曜日）
- 高円寺ハイパー井戸端ラジオ（大黒健嗣、2020年6月17日 - 2021年7月21日）
- アップアップガールズ（仮）のオールナイトニッポンi（ アップアップガールズ（仮））
- モーニング娘。’17のオールナイトニッポンi（モーニング娘。’17）
- 敦士のオールナイトニッポンi（敦士）
- Wake Up, Girls!とRun Girls, Run!のオールナイトニッポンi（Wake Up, Girls!・Run Girls, Run!、2017年10月3日 - 2019年8月27日）
- オールナイトニッポンi 新月紫紺大 Energy of Life（新月紫紺大）
- 内田珠鈴のオールナイトニッポンi（内田珠鈴、月1回）
- Dr.コパのオールナイトニッポンi（Dr.コパ）
- 蛙亭のオールナイトニッポンi[注 5]（蛙亭、2020年10月20日 - 2021年9月28日）
- 銀シャリのオールナイトニッポンi おトぎばなし[注 6]（銀シャリ、2021年3月3日 - 2021年9月29日）

### 特別番組
- みみめめMIMIのオールナイトニッポンi（みみめめMIMIのメンバータカオユキが一人で担当。2017年9月9日から9月18日まで配信）[9][10]
- ノンシュガーのオールナイトニッポンi（ノンシュガーのメンバー6名が日替わりで担当、2017年10月23日 - 10月28日[11]）
- Will×Willスペシャル（戸田裕昭・三笠貴史）
- 「ゆく年く・る年冬の陣 師走明治座時代劇祭」スペシャル（安西慎太郎・辻本祐樹 、2017年12月7日・12月8日）
- 映画「樹海村」presents 樹海通信（島田秀平・熊谷実帆・川口英之（ホタテーズ・当時）、2021年1月8日 - 2月12日）
- LINE LIVE x オールナイトニッポンi（2018年11月7日 - 2020年3月25日）
- オールナイトニッポンi－ニッポン放送ビジネスフォーカス－
- 『NextTalker』オールナイトニッポンi✕ Radiotalk（第1回：吉良さゆり、第2回：ナベパパ、第3回：フランソワ・アイちゃん）
- おしゃべや
8人の若手俳優がそれぞれペアを組みパーソナリティを4週ごとに務める。毎週月曜日の午後9時配信[12]。
  - 北村諒・和田雅成（2017年7月31日 - 2019年3月11日）
  - 荒牧慶彦・松田凌（2017年8月7日 - 2019年4月15日）
  - 橋本祥平・深澤大河
  - 太田基裕・崎山つばさ（2017年8月21日 - 2019年9月9日）
  - ゆうたろう・板垣李光人
  - 井阪郁巳・阿久津仁愛
  - 醍醐虎汰朗・立石俊樹